# Els egoistes
Los egoistas (Els egoistes, en català normatiu) és una comèdia en tres actes i en vers, original de Frederic Soler, estrenada al teatre Romea de Barcelona, la nit del 15 de desembre de 1870.  La temporada 1972-1973 va ser de les obres de teatre amb més representacions a Barcelona. L'escena passa a Barcelona.

## Repartiment de l'estrena
- Assumpta: Francisca Soler
- Don Pancho: Josep Clucellas
- Senyor Ignasi: Lleó Fontova
- Senyor Gervasi: Iscle Soler
- Don Vicenç: Ròmul Cuello
- Peret: Frederic Fuentes
- Un camàlic, un mariner, aprenents primer i segon, criades

## Edicions
- 2ª ed.: Casa Editorial de Teatre. Bonavia i Duran. Barcelona, 1917